# Dorobanțul Ploiești
Dorobanțul Ploiești este o companie producătoare de textile din România.
Compania este înființată la 1886 ca fabrică de tricotaje, iar la 1905 devine fabrică națională de postav civil și militar.
În 1915 se transformă în societate anonimă pe acțiuni.
În 1935 se amenajează o filatură proprie de lână pieptănată, care va fi preluată în 1938 de societatea Textila, cea din urmă fiind în final „înghițită” ca patrimoniu de Întreprinderea Dorobanțul.
În perioada comunistă s-au realizat investiții importante în retehnologizare și modernizare.
În 1982, produsele primesc licența mărcii internaționale Woolmark.
Se exporta masiv în Iordania, Canada, SUA, Japonia, Franța, Australia, Marea Britanie, sau Liban.
În perioada comunistă, produsele Dorobanțul au fost un veritabil brand pe piața românească.
După Revoluție însă, situația s-a schimbat, activitatea fiind restrânsă periodic.
În 1997, s-a transformat în firmă cu capital integral privat, fiind cotată la Bursa de Valori București.
Acționarul principal este firma Alpha Import Export 2000, care deține 57% din titluri, restul acțiunilor fiind controlate de Jacob Fonea (13,31%) și fondul de investiții Broadhurst Limited (5,02%).
În decembrie 2008, compania a intrat în procedura de insolvență.
Număr de angajați:
| Anul     | 2008 | 2007 | 1990  |
| -------- | ---- | ---- | ----- |
| angajați | 112  | 250  | 3.800 |

Cifra de afaceri în 2007: 25 milioane lei.